# Varmbadhuset, Örebro

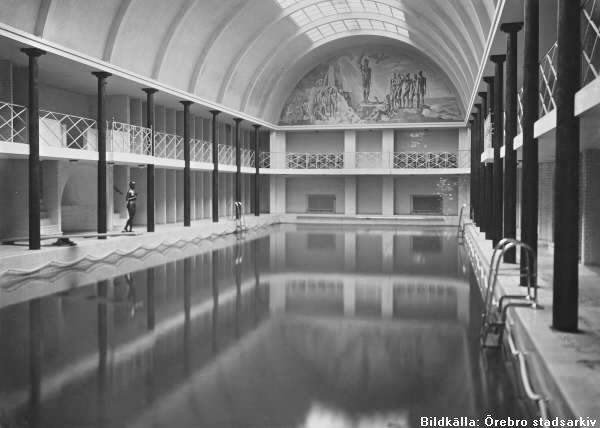
Simhallen i Örebro varmbadhus 1940. I fonden Gunnar Torhamns Segraren.

Varmbadhuset i Örebro byggdes 1899. Adress är Nikolaigatan 4B, senare Fabriksgatan. Arkitekt var Anders Lindstedt.
Varmbadhuset uppfördes från början mer av hygieniska skäl än av idrottsmässiga. Där fanns tillgång till karbad och bastubad samt en liten bassäng att doppa sig i efter bastun.
År 1924 fick stadsarkitekten Georg Arn i uppdrag att rita en utbyggnad till varmbadhuset. Förslaget innehöll förutom en bassängdel med 25-meters och 10-metersbassänger, även tennis- och bowlingbanor. De sistnämnda kom dock aldrig till utförande.
Tillbyggnaden, invigd 1928, och utförd i nordisk klassicism-anda, är tidstypisk. I simhallen och i badmästarens rum finns fresker av Gunnar Torhamn, bl.a. den stora Segraren på badhallens södervägg. Simhallen var vid uppförandet Europas största inomhussimhall.
År 1973 stängdes badhuset för allmänheten, men simundervisningen fortsatte till 1986. Sedan dess har huset utnyttjats bl.a. för teaterverksamhet. Gruppen Teaterkängan satte upp August Strindbergs Ett drömspel 1988, och Peter Flack gav år 1999-2000 revyn Hjalmars såpa i badhuset. Sedan september 2009 bedrivs nattklubb i denna lokal.
Varmbadhuset är byggnadsminne sedan 2003.

### Webbkällor
- Länsstyrelsen i Örebro län